# Ferré Grignard
Ferré Grignard (Anversa, 13 marzo 1939 – Anversa, 8 agosto 1982) è stato un cantante folk blues belga.
Lasciò il segno nel mondo musicale nel 1965 con i suoi successi internazionali Ring Ring, I've Got To Sing e My Crucified Jesus.
Si iscrisse all'Accademia d'arte di Anversa verso la fine degli anni 1950, rinnegando così le sue origini middle-class. Non ebbe mai successo come pittore ma suonò e cantò blues e i suoi concerti in un famoso jazz cafè di Anversa lo resero famoso nella scena musicale della città.
Fu riconosciuto come il primo cantante di protesta belga, per i suoi testi e il suo look da hippie.
Al top della sua carriera suonò all'Olympia di Parigi.
Morì a causa di un cancro alla gola nel 1982 in condizioni di abbandono.